# Свінгери (фільм, 1996)
«Свінгери» (англ. Swingers) — американський кінофільм режисера Дага Лаймана, який вийшов на екрани в 1996 році.

## Сюжет
Майк Сміт розлучився зі своєю колишньою дівчиною й вирішив вирушити назустріч новим пригодам до Голлівуду. Він ходить по місцевих злачних місцях, але нова пасія все ніяк не знаходиться. Проте хлопець знайомиться з тутешніми хлопцями, які навчають його усіх премудростей життя.

## У ролях
| Актор           | Роль |
| --------------- | ---- |
| Джон Фавро      | -    |
| Вінс Вон        | -    |
| Рон Лівінгстон  | -    |
| Патрік Ван Хорн | -    |
| Алекс Десерт    | -    |
| Хезер Грем      | -    |
| Діна Мартін     | -    |
| Кетерін Кендалл | -    |
| Брук Ленгтон    | -    |
| Блейк Линдсли   | -    |

## Знімальна група
- Режисер — Даг Лайман
- Сценарист — Джон Фавро
- Продюсер — Джон Фавро, Ніколь ЛаЛоджія, Аврам Людвіг
- Композитор — Дон Джордж, Джонні Ходжес, Гаррі Джеймс